# Caloblatta brasiliensis
Caloblatta brasiliensis är en kackerlacksart som beskrevs av Rocha e Silva 1953. Caloblatta brasiliensis ingår i släktet Caloblatta och familjen småkackerlackor. Inga underarter finns listade.